# Karl-Heinz Struth
Karl-Heinz Struth (* 17. April 1948 in Köln) ist ein ehemaliger deutscher Fußballspieler. Der zumeist als spielerischer Libero agierende Kölner wird in der ersten und zweiten Bundesliga mit insgesamt 248 Ligaspielen und 83 Toren geführt. In der damals zweitklassigen Fußball-Regionalliga West hat er für SC Fortuna Köln noch weitere 162 Pflichtspiele absolviert, dabei 36 Tore erzielt und in der Saison 1972/73 den Bundesligaaufstieg (BL/AR: 8-4) erreicht.

## Laufbahn

### Köln, bis 1975
Struth hatte die erfolgreiche Jugendabteilung des 1. FC Köln durchlaufen – von 1964 bis 1971 wechselten sich der FC und der VfL Bochum permanent in der Meisterliste im westdeutschen Regionalverband in der A-Jugend ab – und bekam zur Saison 1966/67 einen Lizenzspielervertrag. Ebenso wurden die weiteren Talente Jürgen Jendrossek, Paul Alger, Helmut Bergfelder und Josef Röhrig jun. übernommen. Von TuS Euskirchen kam der Jugendnationalspieler Heinz Flohe und von Juventus Turin der schwedische Flügelstürmer Roger Magnusson in die Domstadt. Struth, ein schlanker, hagerer Techniker mit guter Schusstechnik debütierte wie Flohe am 3. September 1966 bei einer 0:1-Auswärtsniederlage gegen Eintracht Braunschweig in der Fußball-Bundesliga. Unter Trainer Willi Multhaup kam Struth zu 11 BL-Einsätzen und erzielte zwei Tore. In seiner zweiten Runde, 1967/68, versah er seinen Bundeswehrdienst und hatte Probleme mit der zeitlichen Freistellung. Er kam in dieser Runde zu keinem weiteren Einsatz und verließ den Verein, als klar wurde, dass er sich dort nicht würde durchsetzen können. Struth ging eine Klasse tiefer und schloss sich zur Saison 1968/69 dem Lokalrivalen Fortuna Köln in der Regionalliga West an.
Unter Trainer Josef „Jupp“ Schmidt debütierte Struth am 18. August 1968 beim Heimspiel gegen den VfL Bochum (0:2) in der Regionalliga West. Er spielte im Mittelfeld an der Seite von Mitspielern wie Peter Boers, Karl Lambertin und Friedhelm Otters. Am Rundenende belegte die Fortuna den 12. Rang und Struth hatte in 23 Ligaspielen fünf Tore erzielt. In seiner zweiten Fortuna-Saison, 1969/70, Wolfgang Fahrian hütete jetzt das Tor und Präsident Hans Löring war noch selbst in acht Spielen aufgelaufen, erlebte er intensiven Abstiegskampf, der mit dem 14. Rang bestanden wurde. Seine persönliche Bilanz verbesserte Struth auf 30 Einsätze und acht Tore. Als mit Ernst-Günter Habig ein neuer Trainer und mit Wolfgang Glock, Gerd Zimmermann und Helmut Bergfelder 1970/71 drei Neuzugänge die sofort einschlugen dazu gekommen waren, ging es in der Tabelle deutlich nach vorne. Fortuna Köln erreichte den vierten Rang und Struth hatte fünf Tore in 29 Ligaspielen erzielt. Jetzt prägten Vorstopper Gerd Zimmermann und Libero Struth die Fortuna-Abwehrzentrale. Im vierten Jahr, 1971/72, verbesserte sich Fortuna auf den dritten Rang und Struth hatte alle 34 Rundenspiele mit fünf Toren bestritten. Der Kader war mit Rolf Bauerkämper, Rolf Kucharski und Hans-Günter Neues weiter verstärkt worden. In der fünften Regionalligarunde, 1972/73, glückte unter Trainer Martin Luppen als Vizemeister der Aufstieg in die Fußball-Bundesliga. Struth schraubte seine Bilanz als Libero auf 13 Tore in 34 Spielen und absolvierte auch alle acht Aufstiegsrundenspiele, wo er weitere vier Tore erzielte. Insgesamt hat er bei der Fortuna von 1968 bis 1973 in der Regionalliga West 162 Ligaspiele mit 36 Toren absolviert.
In der Bundesliga debütierte Fortuna Köln am 11. August 1973 mit einer 1:3-Auswärtsniederlage gegen Borussia Mönchengladbach. Libero Struth lernte dabei die Schnelligkeit der drei Gladbacher Spitzen Bernd Rupp, Henning Jensen und Jupp Heynckes kennen. Gravierend machte sich im Lauf der Runde die fehlende Fachkapazität im Trainerbereich bemerkbar. Präsident Löring setzte zu Beginn auf den ehemaligen Leichtathleten Volker Kottmann (bis 31. Dezember 1973), übernahm interim vom 1. Januar bis 20. Januar 1974 und holte für die Rückrunde den ehemaligen Zehnkampfolympiasieger von 1964 in Tokio, Willi Holdorf, in die Kölner Südstadt. Tatsächlich genützt hat es nicht, genau wie die Verpflichtung von Julio Baylón für den Angriff (13 Spiele, 1 Tor). Am 33. Spieltag, den 11. Mai 1974, gewann Fortuna das Heimspiel gegen den Hamburger SV mit 3:0 und stand mit 25:41 Punkten auf dem rettenden 16. Rang. Der Wuppertaler SV lag mit einem Punkt Rückstand auf dem 17. Rang. Am Schlusstag (18. Mai) verlor Fortuna Köln mit 0:4 bei Kickers Offenbach und Wuppertal holte mit einem 2:2-Auswärtsremis beim VfB Stuttgart den rettenden Zähler zum Punktegleichstand. Mit 42:65 (WSV) gegenüber 46:79 (SC Fortuna) entschied über den Klassenerhalt das Torverhältnis. Struth hatte von allen Liberos der BL-Saison 1973/74 mit neun Toren (33 Spiele) die meisten Treffer erzielt. Per Röntved folgte mit sieben, Franz Beckenbauer und Gerd Zewe mit jeweils vier Toren auf den nächsten Rängen.
Struth ging nach dem Abstieg mit der Fortuna zur Saison 1974/75 in die 2. Bundesliga, sein Vorstopperkollege Gerd Zimmermann unterschrieb bei Fortuna Düsseldorf. Als Neuzugänge kamen Roland Hattenberger und Johannes Linssen. Der als Trainer zurückgekehrte Martin Luppen wurde im Dezember 1974 durch Ex-Nationalspieler Heinz Hornig ersetzt. Die sofortige BL-Rückkehr wurde mit dem erreichten fünften Platz aber klar verfehlt. Struth hatte in 29 Einsätzen neun Tore erzielt. Zur zweiten Runde 2. Bundesliga, 1975/76, verpflichtete Präsident Löring mit Rudi Gutendorf einen bekannten Namen im Trainersektor, wechselte aber bereits im Oktober wieder zu Heinz Hornig zurück. Aus finanziellen Gründen wurde Struth nach der Jahreswende 1975 in die Bundesliga zum Karlsruher SC verkauft; zuvor war ein Wechsel zum FC Bayern München in letzter Sekunde gescheitert. Nach insgesamt 244 Ligaspielen (RL West, AR/BL, BL, 2. BL) und 62 Toren für Fortuna Köln zog Struth nach Karlsruhe und verstärkte ab Januar 1976 die Blau-Weißen aus dem Wildparkstadion.

### Karlsruhe, 1976 bis 1982
Am ersten Rückrundenspieltag, den 17. Januar 1976, im Heimspiel gegen Eintracht Frankfurt debütierte der Winterzugang in der Mannschaft des KSC-Trainers Carl-Heinz Rühl. Der KSC war mit 13-21 Punkten in die kurze Winterpause gegangen und benötigte jeden Punkt, insbesondere aus den Heimspielen. Vor 35.000 Zuschauern war man mit 0:0 in die Halbzeitpause gegangen. Struth war im Mittelfeld neben Winfried Schäfer, Wilfried Trenkel und Martin Kübler aufgelaufen, als Libero agierte Ewald Schäffner. Die Eintracht wurde von den zwei 74er-Weltmeistern Jürgen Grabowski und Bernd Hölzenbein angeführt. In der 69. Spielminute gelang dem Ex-Kölner der Siegtreffer zum 1:0 für den KSC. Der Einstand war geglückt, er war mit einem Erfolg in die Bundesliga zurückgekehrt. Am Rundenende stand der Karlsruher SC mit 30:38 Punkten auf dem 15. Rang und Struth hatte mit 16 Spielen und vier Toren zum Klassenerhalt beigetragen. In seinem zweiten Bundesligajahr beim KSC, 1976/77, steigerte der Ex-Kölner seine Werte auf 30 Einsätze und elf Tore, der KSC verpasste aber durch desolate Schlussspiele den erneuten Klassenerhalt. Hohe Niederlagen wie gegen Schalke 04 (1:7), Bayern München (0:5) und Borussia Mönchengladbach (1:5) markierten das Finale der Rückrunde. Nicht geglückte Personalentscheidungen wie mit Vančo Balevski und Thomas Sjöberg hatten auch zur Unruhe in Karlsruhe beigetragen.
Der gefürchtete Freistoßschütze, der Mann für harte und platzierte Weitschüsse, Struth, blieb nach dem Abstieg in die 2. Bundesliga beim Karlsruher SC und erreichte nach der Saison 1979/80 mit der Vizemeisterschaft und dem Durchsetzen in der Relegation gegen Rot-Weiss Essen (5:1, 1:3), mit der Elf aus dem Wildpark die Rückkehr in die Bundesliga. In 37 Ligaspielen hatte der offensivstärkste Libero der 2. Bundesliga 15 Tore erzielt. Unter Trainer Manfred Krafft steuerte Struth 1980/81 zum überraschenden 10. Tabellenplatz mit 32:36 Punkten in 21 Spielen nochmals fünf Tore an der Seite von Mitspielern wie Rudolf Wimmer, Rolf Dohmen, Stefan Groß, Rainer Ulrich, Gerhard Bold, Uwe Dittus, Reinhold Fanz, Wilfried Trenkel, Martin Wiesner und Emanuel Günther bei. Seine langjährige Laufbahn näherte sich aber dem Ende; mit der Einwechslung am 14. November 1981 bei der 1:3-Niederlage beim 1. FC Nürnberg endete für den 33-Jährigen seine Laufbahn als Lizenzfußballer.
Der im Kölner Vorort Zollstock aufgewachsene „Kalli“ Struth wohnte während seiner Karlsruher Zeit in Eggenstein-Leopoldshafen und Stutensee-Friedrichstal.

## Statistik
- Bundesliga
11 Spiele, 2 Tore 1. FC Köln
33 Spiele, 9 Tore Fortuna Köln
69 Spiele, 20 Tore Karlsruher SC

- 2. Bundesliga
41 Spiele, 13 Tore Fortuna Köln
94 Spiele, 39 Tore Karlsruher SC

- DFB-Pokal
4 Spiele 1. FC Köln
13 Spiele, 1 Tor Fortuna Köln
17 Spiele, 4 Tore Karlsruher SC

- Tor des Monats
Torschütze des Monats August 1974 (erzielt am 4. Spieltag der 2. Bundesliga-Nord 1974/75 (25. August 1974) zum 1:2-Siegtreffer in der 68. Minute beim Spiel Rot-Weiss Oberhausen – Fortuna Köln)

## Erfolge
- 1968 DFB-Pokal-Sieger